# Калинино (Верховажский район)
Калинино — деревня в Верховажском районе Вологодской области.
Входит в состав сельского поселения Верховское, с точки зрения административно-территориального деления — в Верховский сельсовет.
Расстояние по автодороге до районного центра Верховажья — 17 км, до центра муниципального образования Сметанино — 4 км. Ближайшие населённые пункты — Боровичиха, Костюнинская, Матвеевская.
По переписи 2002 года население — 6 человек.